# Numa Denis Fustel de Coulanges
Numa Denis Fustel de Coulanges (Párizs, 1830. március 18. – Massy (Essonne), 1889. szeptember 12.) francia történész.

## Élete
Az École normale supérieure végeztével eleinte Amiens-ben, azután pedig a párisi Lycée St.-Louis-ban tanított. 1861–71-ig a strassburgi egyetemen működött, 1875-ben az École normale-ba helyezték át, majd utóbb a Sorbonne-on tartott előadásokat. A Francia Társadalomtudományi Akadémia 1875-ben választotta meg tagjának. Fustel de Coulanges rendkívül alapos, igazán kiváló tudós volt, amellett pedig szeretetreméltó ember.

## Művei
Művei közül, melyekben mélyreható szakértelem választékos előadással párosul, megemlítendők: 
- Mémoire sur l'île de Chio (1857)
- Polybe ou la Grèce conquise par les Romains (1858)
- La cité antique (13. kiad. 1892, magyarra ford. Bartal Antal, Budapest 1883) c. főművében a vallás fontosságáról értekezik az ókori községre és államra
- Histoire des institutions politiques de l'ancienne France (4 rész, 1875-90, 2. kiad. 1877), amelyben a Merovingok és Karolingok korabeli Franciaországról lényegileg más eredményekre jut, mint a német Waitz. Ezt a két utóbbi művet a francia akadémia a nagy dijra méltatta.
- Recherches sur quelques problèmes d'histoire (1885)
- L'école normale (1884)
- Nouvelles recherches sur quelques problèmes d'histoire (1891)
- La Gaule romaine, l'invasion germanique et le royaume des Fances (4 kötet, 1888-91), amely munkát az akadémia a 10,000 franknyi Reynaud-dijjal jutalmazta

Műveit a külföldi tudós világ, ha nem is ellentmondás nélkül, de egészben véve nagyobb dicséretben részesítette, mint a francia kritika. Kritikai módszere sokban Salamon Ferenc tudósunk módszerére emlékeztet. Életrajzát tanítványa, Bourgeois irta meg (a Revue internat. de l'enseignemetn 1890. 1. számában).

## Magyar nyelvű fordítások
- Az ókori község: tanulmány a görög és római vallásról, jogról és intézményekről; ford. Bartal Antal; Akadémia, Bp., 1883 (A Magyar Tudományos Akadémia Könyvkiadó Vállalata sorozat) – hasonmásban: utószó Hamza Gábor; ELTE Eötvös, Budapest, 2003